# 楊麗娟事件
楊麗娟事件是2007年在香港發生的一宗因過度追星所引發的事件。

## 事件概述
來自中國甘肅省蘭州市的楊麗娟聲稱於1994年夢見劉德華，此後一直希望能夠與劉德華見面，多年來荒廢學業和工作，初中没念完就辍学在家。楊麗娟曾經与父母6次前往北京、3次前往香港尋找劉德華，其父母為此而耗盡積蓄，以變賣資產及借貸方式籌募旅費。2007年3月，楊麗娟一家三口持雙程證前往香港，曾經到政府總部打算遞信給當時的行政長官曾蔭權，同時向有關部門求助，希望香港政府代為安排，但不得要領，他們其後前往劉德華的歌迷會華仔天地，楊麗娟獲職員安排參加3月25日的聚會活動，在活動中，楊麗娟獲安排與劉德華合照，不過兩人未有任何交流。她也對於未能與劉德華單獨會面感到不滿，楊麗娟父親為此感到憤怒，寫下多頁遺書指責劉德華，然後跳海自殺。3月26日香港警方在海中发现了杨勤冀的遗体。事後，劉德華發表聲明，呼籲楊麗娟停止一切無理取鬧的行為。“杨丽娟事件”也引发各界对過度追星行為的深刻反思。

## 各界反應
楊麗娟事件引起兩岸三地傳媒的關注，香港及台灣媒體最初報導稱楊麗娟為智障人士，部份媒體表示楊麗娟父親自殺是為了迫使香港政府代為照顧楊麗娟，也有媒體認為楊麗娟父親因花光了旅費而自殺，社會福利署當時表示未有收到因事件而求助的個案，媒體後來改以「狂迷」來形容楊麗娟。中國內地媒體及網民的反應較為激烈，有香港網民認為楊麗娟和她的母親留在香港很羞恥，要求她們盡快離開香港，內地網民則對楊麗娟猛烈抨擊，認為她的追星行為很荒謬。劉德華透過經理人發出聲明，希望楊麗娟和她的母親回鄉重過新生活，楊麗娟對此表示不滿，她認為自己與劉德華的歌迷不一樣，她是在夢中見到劉德華，與劉德華像親人一樣，所以才希望與劉德華單獨會面，同時認為劉德華如果早一步與她會面，她的父親就不會自殺，因此要求劉德華到她的父親靈前跪拜，並表示會履行父親的遺願，繼續要求與劉德華單獨會面。此外，有不少人對楊麗娟及其母親寄予同情，並發起「勸返家鄉」幫助行動，蘭州的航空公司表示願意為楊麗娟及其母親提供兩張機票，讓她們返回家鄉，而蘭州市民政局低保處及當地的鄉親均答應為楊麗娟母女二人申請低保援助金，當地醫院方面則表示願意為楊麗娟的追星行為提供心理治療。

## 後續
刘德华一度匿名为杨丽娟还清了1.1万元的高利贷。楊麗娟後來在一家传媒公司工作。2013年傳媒公司倒閉，楊麗娟在蘭州的商场和超市做导购员。2018年5月，杨丽娟接受訪問事，表明懊悔自己過去的行為，「是我太自私了，連累家人」，認為當初確實不夠理智，但始終認為自己在這件事上沒有錯，強調其想法很簡單，就是想見劉德華一面，惟外界卻有種種阻攔，「如果媒體像採訪之前承諾的那樣協調我們見面了……小小心願，最後都沒有實現，最終才釀成不可挽回的悲劇」。同年11月，再度受访談到劉德華，表示：「我肯定不會用迷戀這個詞了，祝福吧。」又說自己一個人「挺好的」，未有考慮交男友的問題。至於父親的死，她直言不是自己的個人責任，「但是父親的走（死亡）跟媒體的一遍遍的冷漠，跟對方（劉德華）的冷漠是分不開的，不是我一個人的責任」，即認為社會的言論一樣有份「逼死」父親。